# Thad W. Allen

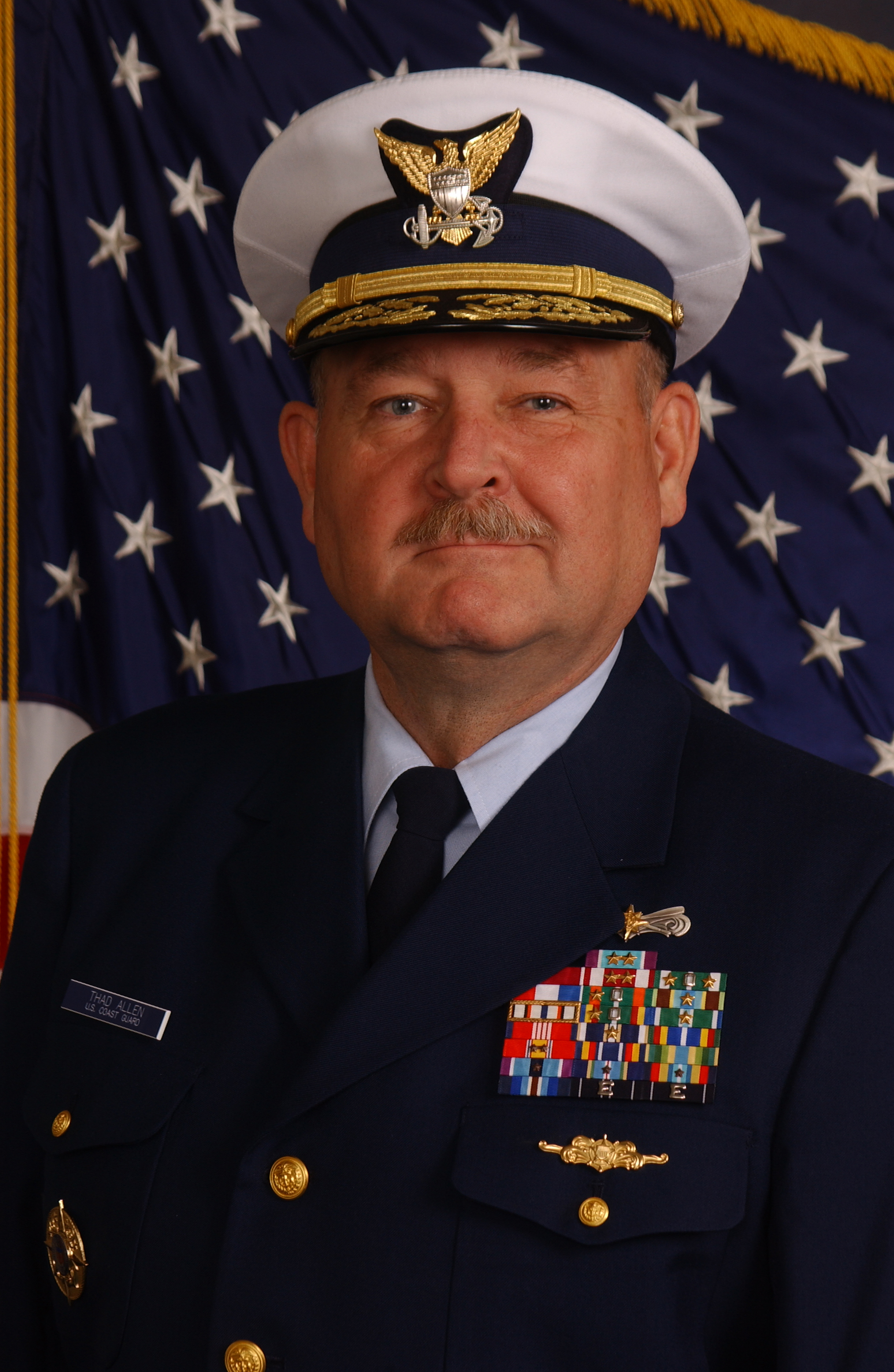
Admiral Thad W. Allen (2006)

Thad William Allen (* 16. Januar 1949 in Tucson, Arizona) war Admiral der US Coast Guard (USCG) und war deren 23. Commandant bis zum 25. Mai 2010.

## Leben
Allen stammt aus Los Angeles und lebte lange Zeit in Tucson (Arizona). Er absolvierte die United States Coast Guard Academy im Jahre 1971.
In seine Amtszeit fielen – als Atlantic Area Commander and Commander of the Maritime Defense Zone Atlantic – die Terroranschläge am 11. September 2001, die Eingliederung der USCG in das Ministerium für Innere Sicherheit (2002), als Principal Federal Official (PFO) die Bewältigung der Folgen von Hurrikan Katrina (2005) und die Ölkatastrophe im Golf von Mexiko 2010. Allen war Stabschef der Küstenwache von 2002 bis 2006.
Er ist Nachfolger von Admiral Thomas H. Collins als Commandant of the Coast Guard, dessen Amt er im Jahr 2006 übernahm. Sein Nachfolger ist sein bisheriger Stellvertreter, Vice Admiral Robert J. Papp. Am 1. Mai 2010 wurde Allen zum persönlichen Katastrophen-Beauftragten des Präsidenten für die Ölpest im Golf von Mexiko (National Incident Commander for the Deepwater Horizon oil spill in the Gulf of Mexico) ernannt; dieses Amt bekleidet er weiterhin.
Allen hat die akademischen Grade Master of Business Administration sowie Master of Public Administration.
Er war 2006 die erste Person die mit der Homeland Security Distinguished Service Medal für seinen Einsatz beim Hurrikan Katrina ausgezeichnet wurde.